# 濤川栄太
濤川 栄太（なみかわ えいた、1943年11月22日 - 2009年4月15日）は、日本の教育評論家。濤川平成塾（旧「新・松下村塾」）塾長、日本教育文化研究会代表、日本と世界の子どもたちを救う会代表、「輝け日本!」会長などを死去まで務めた。国家戦略研究会議創立者。元新しい歴史教科書をつくる会副会長。

## 来歴
東京都出身。1966年3月、立教大学経済学部経済学科卒業。いすゞ自動車に入社したが、教師への夢を捨てきれず同大学文学部教育学科に再入学、1968年3月卒業。同年4月、横浜市小学校教員に。同市立豊田小学校教諭や南舞岡小学校教諭、同市教育センター研究員などを計19年間務めた。
在任中から教育相談や著書の執筆を行っていたが、1987年3月に退職後に独立し、日本教育文化研究会を設立。1992年4月に人材育成セミナー「新・松下村塾」を設立（2007年5月に濤川平成塾に改称）。2007年に総務省所管政治団体「輝け日本!」を設立した。
ニッポン放送「テレフォン人生相談」の常任回答者を長年務めるなど教育相談に取り組んだほか、教育を中心に時事問題について積極的に発言。テレビ朝日「朝まで生テレビ!」などのテレビ番組出演や新聞、雑誌への執筆、講演などを続けた。
若いころは創価学会員だったが、その後は右派・保守派的な立場に立ち、新しい歴史教科書をつくる会の設立にもかかわった。
自慢は「立教大学で長嶋茂雄と同級生だった」「阿久悠の息子（深田太郎）の担任だった」
豊田小学校教諭時代、教え子の母親を寝取った事は有名。
自著『病気は必ず治る！』で糖尿病の合併症など20の病気を克服した体験をつづった。
2009年4月15日に肺炎のため65歳で死去した。

## 新しい歴史教科書をつくる会での活動
1997年1月30日、藤岡信勝、西尾幹二らによって「新しい歴史教科書をつくる会」が設立されると、各界著名人が賛意を表し、同年6月6日時点の賛同者は204人を数えた。濤川もその中に名を連ねた。1998年2月16日に副会長（組織・財務委員長）に就任、地方支部づくりを担当した。
その後、支部結成を主導していることを快く思わない副会長の藤岡との対立が表面化。怪文書を流されたほか、出張に同行した女性秘書と列車で並んでいる写真が「噂の眞相」誌に掲載され「“親密ぶり”は教祖と女性信者を思わせる」と報じられた。
1999年7月27日の理事会で藤岡との間で互いに面罵する事態となり、小林よしのりから双方が副会長を降りるよう提案があったが拒否し、退会した。その際、小林に対し「なめられちゃたまんないよォ、たかが一マンガ家に！」と反発した（後にこの発言について小林に謝罪している）。

## 著書

### 単著
- 『今、親は子に何を語るべきか』（みずうみ書房、1982年。新書版はごま書房、1983年）
- 『お父さん、お母さん、聞いてください』（みずうみ書房、1983年）
- 『子どもは爆発的に伸びる』（教育社、1985年）
- 『子育て革命』（創樹社、1986年）
- 『教室からの熱風提言』（教育社、1986年）
- 『いま日本人へ 教師と親と子へのあついメッセージ』（創樹社、1987年）
- 『石原裕次郎鎮魂歌』（山手書房新社、1987年）
- 『「子育て」の難問26 胎児から高校まで、悔いを残さないために』（日本経済通信社、1988年）
- 『日本爆発 21世紀日本への警告』（河合出版、1990年）
- 『ほっとするね この本を手にすると…』（ヒューマン、1990年）
- 『「人生の使い道」を考えてみないか 真剣に生きる幸せに生きる』（かんき出版、1991年）
- 『こうすれば幼児は伸びる』（明治図書出版、1992年）
- 『ケンとおばあちゃん星』（ヒューマン、1992年）
- 『キングマンとキリマンジャロの雪』（ヒューマン、1992年）
- 『ベビー・スーパーマンコロンコ地球への旅』（ヒューマン、1992年）
- 『子育てバイブル 乳幼児編』（明治図書出版、1993年）
- 『心の幸福を求める人へ』（ヒューマン、1993年）
- 『平成超没落へのカウントダウン』（扶桑社、1994年）
- 『43ある元気の法則』（扶桑社、1995年）
- 『新・子育てはやり直しがきく』（ヒューマン、1995年）
- 『今、父は子に何を語るべきか』（ごま書房、1996年。文庫版はサンマーク出版、2002年）
- 『今、母は子に何を語るべきか』（ごま書房、1996年。文庫版はサンマーク出版、2002年）
- 『戦後教科書から消された人々』（ごま書房、1996年。新書版はごま書房、1998年）
- 『戦後教科書から消された人々2』（ごま書房、1997年。新書版はごま書房、1998年）
- 『戦後教科書から消された文部省唱歌 心の歴史を奪う権利は誰にもない』（ごま書房、1997年）
- 『ヘラクレスから来た手紙 日本の男たちへの98通の書簡』（扶桑社、1997年）
- 『今こそ日本人が見直すべき教育勅語』（ごま書房、1998年）
- 『幸せになる生き方のヒント』（日本文芸社、1999年）
- 『突破口あり』（扶桑社、1999年）
- 『日本人の生き方 児玉源太郎と歴史に学ぶ「生き残る道は必ずある!」』（文芸社、2000年）
- 『「5つの躾け」で子どもは伸びる 大人になって子どもから感謝される生き方の基本』（海竜社、2000年）
- 『「5つの約束」で子どもは変わる』（海竜社、2000年。文庫版はサンマーク出版、2002年）
- 『わが子に読んで聞かせたい偉人伝』（中経出版、2002年）
- 『音読集　いのち輝く日本語の世界』（明治図書出版、2002年）
- 『日本人が読み伝えてきた音読名文107選』（海竜社、2002年）
- 『抱きしめる教育』（サンマーク出版、2002年）
- 『小泉純一郎を読み解く15章』（文芸社、2001年）
- 『いい加減にしろ！外務省』（ネコ・パブリッシング、2002年）
- 『わが子に読んで聞かせたい偉人伝 みんなが知ってるあの人物のお話』（中経出版、2002年）
- 『日本人が読み伝えてきた音読名文107選』（海竜社、2002年）
- 『抱きしめる教育 子どもが劇的に変わるとき サンマーク出版 2002 『日本の遺伝子を変える』（ヒューマンアソシエイツ、2006年）
- 『教科書から消された偉人・隠された賢人 いま明かされる日本史の真実 1-2』（イーグルパブリシング、2004年）
- 『日本の決意　今こそ吉田松陰の「草莽崛起」に学べ』（ヒューマンアソシエイツ、2006年）
- 『心を鍛える偉人伝』（中経出版、2007年）
- 『理想の日本人』（中経出版、2007年）
- 『子どもよ死ぬな！』（ポプラ社、2007年）
- 『子どもは「抱きしめて」育てなさい』（中経出版、2007年）
- 『病気は必ず治る!　濤川栄太、死の淵からの帰還、闘病記 二十の難病克服の教訓』（ヒューマンアソシエイツ、2007年）

### 共著
- （竹村健一）『これでいいのか!日本の教育』（太陽企画出版、1989年）
- （渡部昇一）『ラストチャンス』（扶桑社、1994年）
- （下村博文）『子育て必須マニュアル』（ヒューマン、1996年）
- （中萬憲明、中萬隆信）『塾が日本を変える!』（ヒューマン、1996年）
- （加藤諦三、福原義春）『「超」思考法』（扶桑社、1997年）
- （麻木久仁子）『迷っている人ほど素敵』（扶桑社、1997年）
- （藤岡信勝）『歴史の本音』（扶桑社、1997年）
- （高橋史朗）『親が変われば子は変わる!』（扶桑社、1998年）
- （鳩山由紀夫）『いま、子どもたちが殺される』（日本文芸社、1999年）
- （七田眞）『子どもを本好きにさせる本』（エコー出版、2001年）
- （安部譲二）『人はなぜ生きるのか』（文芸社、2001年）
- （川淵三郎）『ミラクル・サッカー』（財界通信社、2002年）
- （亀井静香）『繁栄のシナリオ』（中経出版、2003年）
- （村上和雄）『人間この神秘なるもの』（致知出版社、2006年）
- （西村真悟、鈴木壮治）『日本国独立宣言』（ヒューマンアソシエイツ、2006年）